# Architecture vernaculaire des Carpates

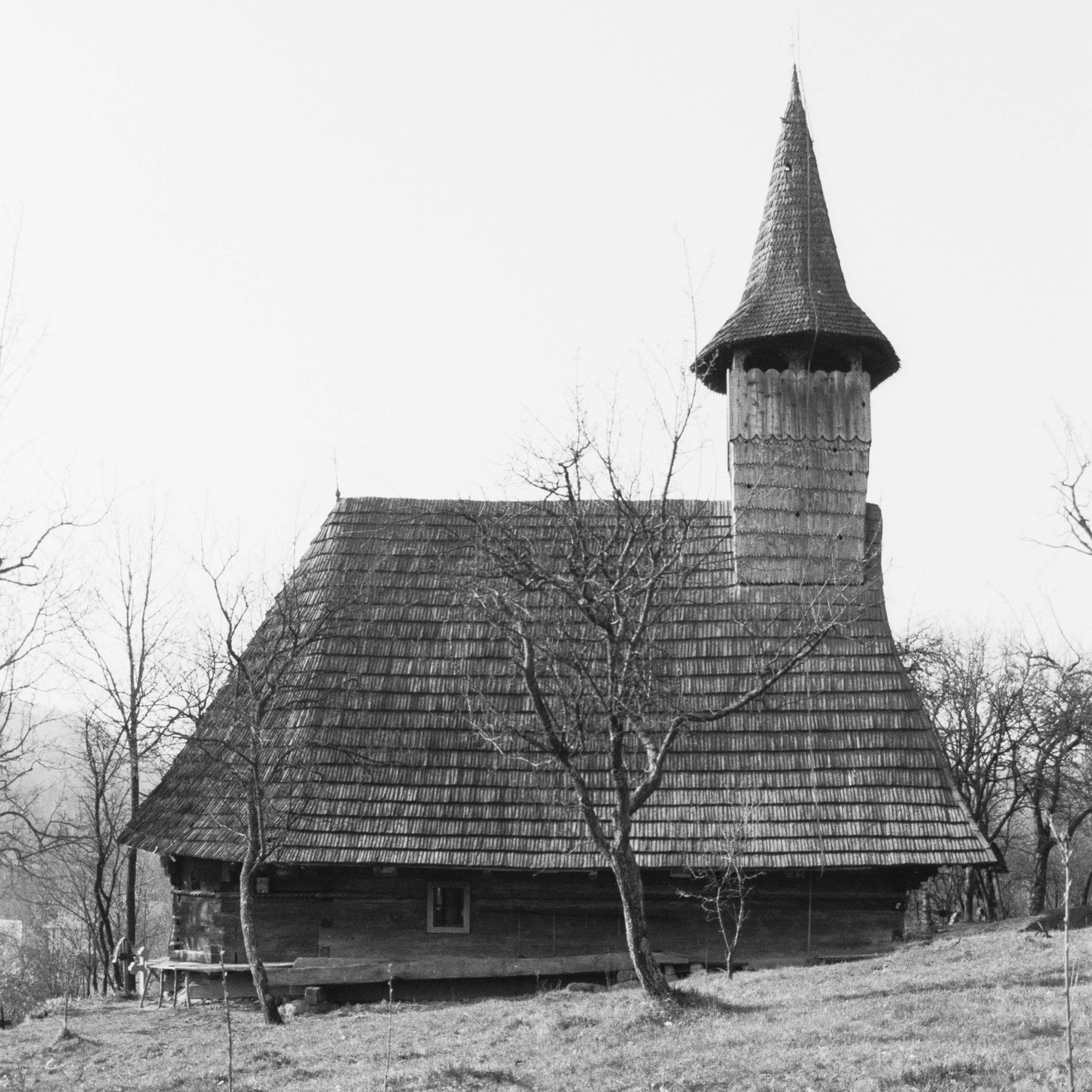
L'Église Sârbi Susani, une des Églises en bois du Maramureș

L'architecture vernaculaire des Carpates provient de sources environnementales et culturelles variées résultant en la création de conceptions uniques.

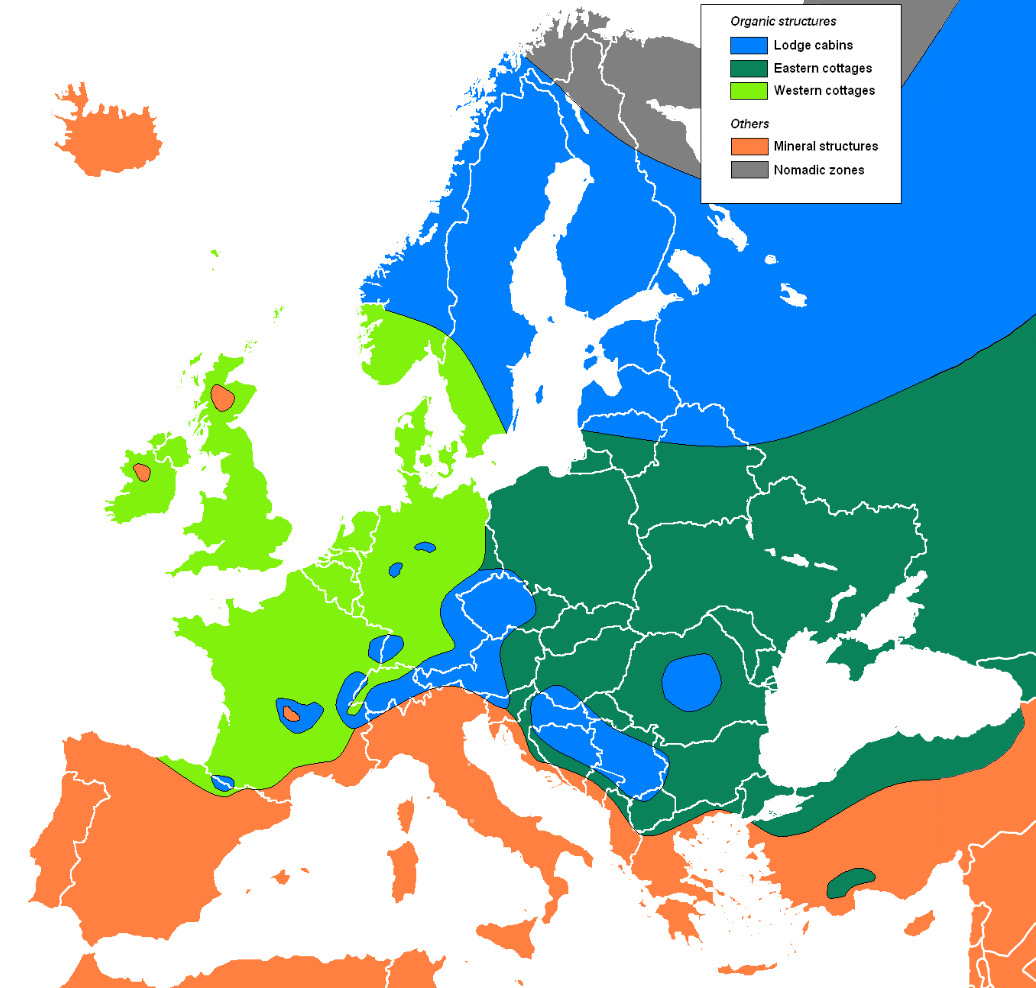
Carte des styles de construction de fermes européennes

Le terme architecture vernaculaire désigne une architecture amateure et folklorique, incluant celle des paysans. Dans les Carpates et les piémonts qui les entourent, le bois et l'argile sont les matériaux de construction traditionnels primaires.

## Effet de la culture et de la religion

### Chrétienté orientale

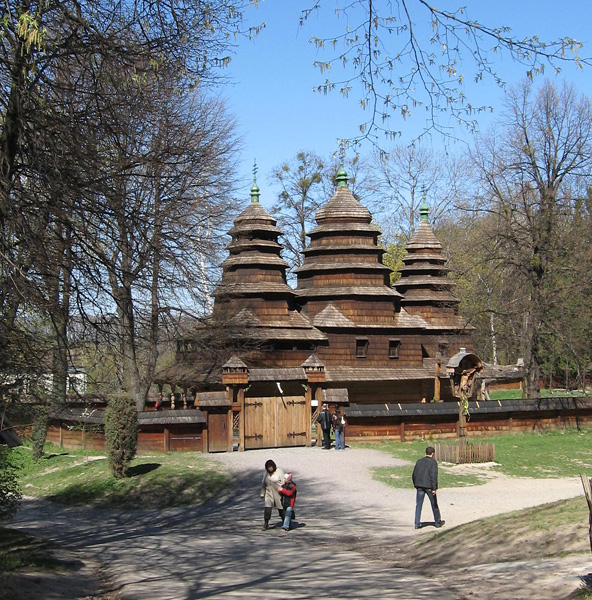
L'Église Kryvka (maintenant exposée au Musée de l'Architecture et de la Culture folkloriques de Lviv) était originellement situé dans le Raïon de Sambir, sur le territoire des Boykos. Sa conception tripartite, sous forme de dômes, et en bois, est typique de ce style régional.

Dans la mesure où les Ukrainiens, les Rusyns et les Roumains sont tous des chrétiens orientaux, leurs techniques de construction ont traditionnellement des considérations religieuses distinctes de celles de leurs voisins juifs et chrétiens occidentaux.
Tout d'abord, toutes les Églises sont divisées en trois parties (le narthex, la nef et le sanctuaire), et contiennent une iconostase. Elles sont généraalement d'aspect extérieure cruciforme, mais incluent systématiquement au moins un dôme central, et souvent d'autres dômes secondaires. Les paroissiens font face à l'Est pendant le culte, et il n'y a pas de prie-dieu.
La porte principale et les fenêtres font face au Sud (comme pour une maison solaire passive), et les icônes et autres accessoires religieux sont disposés dans un coin rouge, généralement sur le mur Est.

### Judaïsme
Les synagogues de l'Europe centro-orientale sont remarquées pour leur conception entièrement en bois.

## Matériaux et techniques

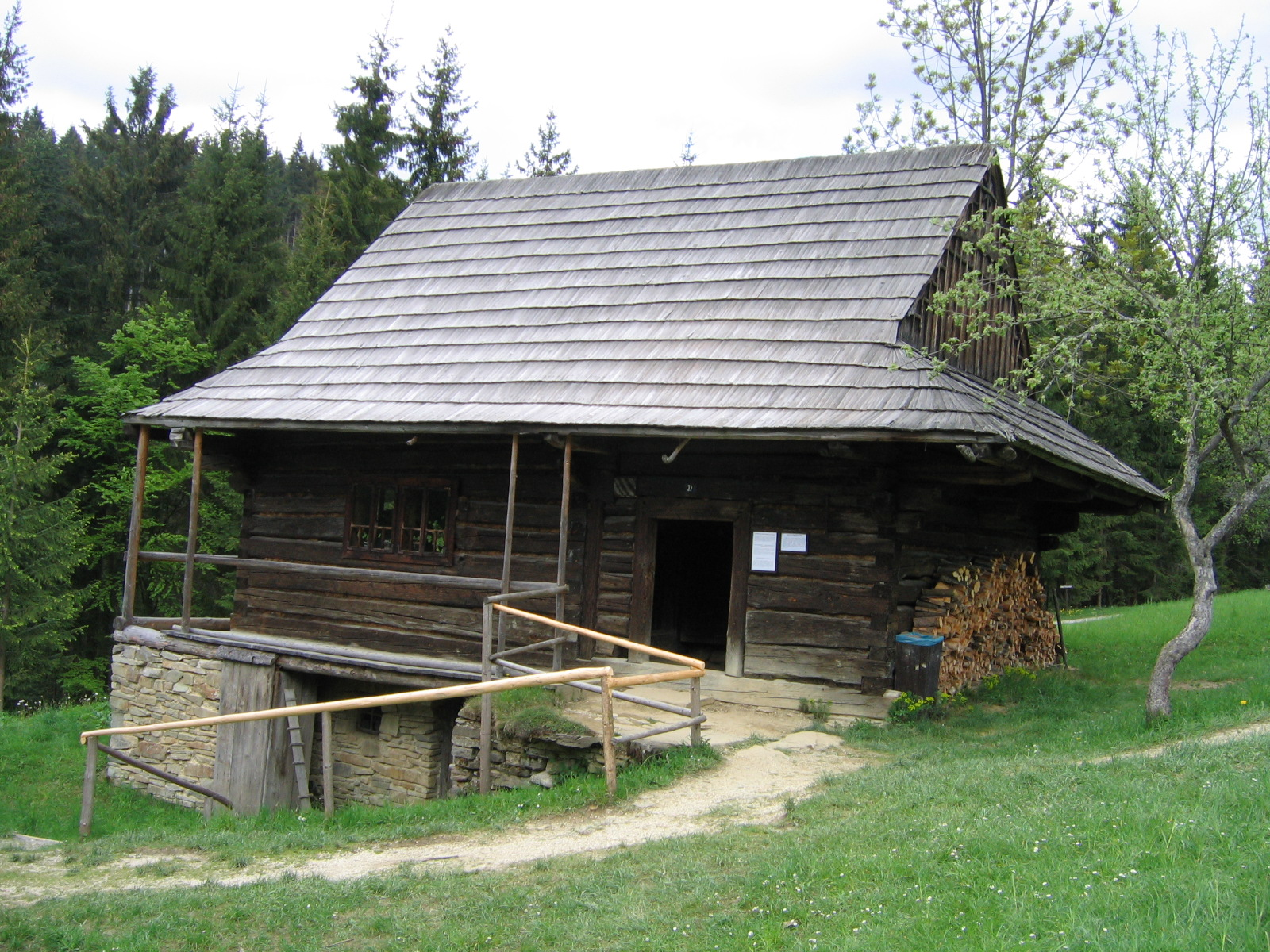
Un chalet en rondins dans un musée ouvert de la région de Kysuce en Slovaquie. Cette région de piémonts est bordé par deux massifs des Carpates, les Monts Javorník à l'Ouest et les Beskides moravo-silésiennes au Nord. Des hivers froids et enneigés et une relative abondance de bois se combinent pour justifier l’utilisation de murs en rondins et de bardeaux de fente en bois.

Certains détails varient d'une localité à une autre, mais pour la majorité des maisons de cette zone, la conception traditionnelle est la suivante :
- un bâtiment rectangulaire plain-pied
- une ou deux pièces
- une cheminée centrale
- une bâtière
- une bâtière à pigon en croupe, ou un toit en croupe
- des extérieurs enduits de plâtre et badigeonnés à la chaux

Les matériaux utilisés sont des matériaux locaux, notamment le bois (généralement du chêne), de la boue, de la paille, de la pierre naturelle, de la chaux, et du fumier. Les toits des bâtiments situés dans des zones densément boisées et vallonnées sont généralement bardés, tandis que ceux situés dans des zones plus plates et plus ouvertes sont généralement habillés de paille de seigle.
Deux types de construction prédominent vers la fin du XIXe siècle, les bâtiments en rondins, et les bâtiments à colombages. De même que pour les toits, on trouve les premiers dans les zones très boisées, et inversement. Dans le cas d'une grande pénurie de bois étaient également utilisés les poteaux sur sole et le torchis.
Pour ce qui est des rondins, ils étaient généralement attachés par une simple encoche de selle, plus facile à faire et donc plus répandu (on parle ici de construction amateur). Cependant, l'assemblage à queue-d'aronde était utilisé par les plus expérimentés.

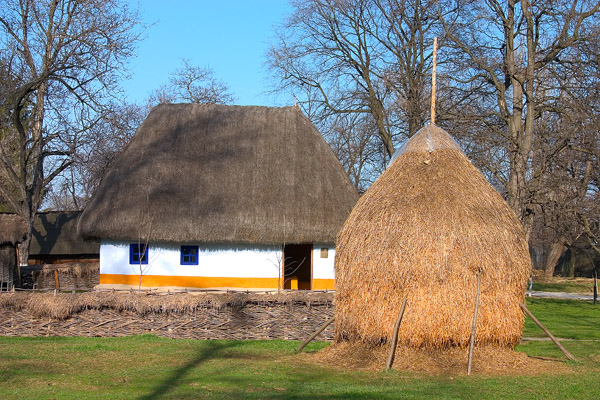
Une maison avec un toit de chaume, et des murs enduits de plâtres et badigeonnés à la chaux, au musée du Village roumain. L'utilisation du plâtre et de la paille suggère qu'elle ne provient pas des plateaux carpates eux-mêmes, mais plutôt d'une vallée voisine

Les murs extérieures sont enduits de plâtre pour éviter la moisissure et l'humidité, améliorer l'isolation, cacher les imperfections, et plus généralement améliorer l'esthétique de la maison. Ce plâtre est traditionnellement fait d'eau, de fumier et de paille ou de balle. Certains revêtements sont parfois appliqués pour la finition, puis recouverts de chaux et d'eau, ce qui permet de protéger l'argile de la pluie, et d'obtenir une belle couleur blanche.
Les toits de chaume sont traditionnels, mais baissent en popularité au fil du siècle, notamment du fait de l'augmentation du risque d'incendie. Pour ce qui est des sols, ils sont généralement en terre durcie par le fumier, même si les planchers sont plus populaires.
Les dimensions d'une maison sont de 8 à 9 mètres de long et 3 à 5 mètres de large. Le centre de la maison est dominé par un traditionnel four en argile.